# 차티 카트 아슈크
《차티 카트 아슈크》(튀르키예어: Çatı Katı Aşk)는 2020년 방영된 터키의 텔레비전 드라마이다.